# Philosepedon triastyla
Philosepedon triastyla är en tvåvingeart som först beskrevs av Quate 1957.  Philosepedon triastyla ingår i släktet Philosepedon och familjen fjärilsmyggor.
Artens utbredningsområde är Madagaskar. Inga underarter finns listade i Catalogue of Life.